# Mimomimiculus latefasciatus
Mimomimiculus latefasciatus là một loài bọ cánh cứng trong họ Cerambycidae.